# Mala Brda
Mala Brda so naselje v Občini Postojna.